# Mataru Barat
Mataru Barat is een bestuurslaag in het regentschap Alor van de provincie Oost-Nusa Tenggara, Indonesië. Mataru Barat telt 956 inwoners (volkstelling 2010).